# 夔州毛蕨
夔州毛蕨（学名：Cyclosorus kuizhouensis），为金星蕨科毛蕨属下的一个植物种。